# غوردون غيتي
غوردون غيتي (بالإنجليزية: Gordon Getty)‏ هو شخصية أعمال وملحن أمريكي، ولد في 20 ديسمبر 1933 في لوس أنجلوس في الولايات المتحدة.

## وصلات خارجية
- غوردون غيتي على موقع ميوزك برينز (الإنجليزية)
- غوردون غيتي على موقع إن إن دي بي (الإنجليزية)
- غوردون غيتي على موقع أول ميوزيك (الإنجليزية)
- غوردون غيتي على موقع ديسكوغز (الإنجليزية)